# Cabot (Arkansas)
Cabot – miasto w Stanach Zjednoczonych, w stanie Arkansas, w hrabstwie Lonoke.